# Cerje (okręg zlatiborski)
Cerje (cyr. Церје) – wieś w Serbii, w okręgu zlatiborskim, w gminie Bajina Bašta. W 2011 roku liczyła 112 mieszkańców.